# The Link
The Link je 241 metrů vysoký 51patrový mrakodrap, který se v současné době staví v Puteaux v pařížské obchodní čtvrti La Défense; po dokončení v roce 2025 by se měl stát nejvyšším mrakodrapem ve Francii a novým sídlem energetického konglomerátu TotalEnergies. Navrhl jej francouzský architekt Philippe Chiambaretta.

## Historie
V červenci 2017 si společnost TotalEnergies vybrala jako své nové sídlo věž Link. V mrakodrapu bude pracovat na jednom místě 5 500 až 6 000 jejích zaměstnanců, kteří byli dříve rozděleni mezi Tour Coupole a Tour Michelet.
Dne 11. června 2020 pojišťovací společnost Groupama oznámila zahájení projektu The Link, včetně destrukce stávající budovy na místě připravovaného mrakodrapu.